# حسین شیخ‌الاسلام
حسین شیخ‌الاسلام (زادهٔ ۸ آذر ۱۳۳۱ اصفهان – درگذشتهٔ ۱۵ اسفند ۱۳۹۸ تهران) سیاستمدار ایرانی بود. او از اعضای گروه دانشجویان مسلمان پیرو خط امام بود که در ۱۳ آبان ۱۳۵۸ سفارت آمریکا را تصرف کردند. در فاصله سالهای ۱۳۶۰ تا ۱۳۷۶ به عنوان معاون سیاسی وزارت امور خارجه فعالیت می‌کرد. او همچنین نمایندهٔ حوزهٔ انتخابیهٔ تهران، ری، شمیرانات و اسلامشهر در دورهٔ هفتم مجلس شورای اسلامی و همچنین سفیر سابق ایران در سوریه بوده است.

## مناصب
او مدتی مشاور علی لاریجانی (رئیس مجلس) و مدیرکل امور بین‌الملل مجلس شورای اسلامی و دبیرکل کنفرانس بین‌المللی حمایت از انتفاضه فلسطین بود. در ۳ مرداد ۱۳۹۵، حسین امیرعبداللهیان جایگزین او شد و شیخ‌الاسلام نیز توسط محمدجواد ظریف به عنوان مشاور وزیر امور خارجه منصوب گشت. او در خرداد ۱۳۹۷ در حکمی به سمت معاونت امور بین‌الملل مجمع جهانی تقریب مذاهب اسلامی منصوب شد و از اول دی ماه ۹۸ هم به عنوان معاون امور بین‌الملل دانشگاه آزاد اسلامی انتخاب شد.
طبق گزارشی منتشر شده در رادیو فردا گفته می‌شود که شیخ‌الاسلام یکی از اضلاع پنجگانه تشکیل حزب‌الله لبنان بوده است. از دیگر سوابق حسین شیخ‌الاسلام می‌شود به این موارد اشاره کرد: دبیر انجمن اسلامی دانشجویان آمریکا و کانادا(۱۳۵۸–۱۳۵۷) معاون سیاسی وزارت امور خارجه(۱۳۶۷–۱۳۶۰) معاون عربی و آفریقا وزارت امورخارجه(۱۳۷۶–۱۳۶۷) قائم مقام وزارت امور خارجه و
دبیرکل کنفرانس بین‌المللی حمایت از انتفاضه فلسطین(۱۳۹۵–۱۳۸۹)

## تاریخچه انتخاباتی
| سال  | انتخابات          | رأی     | ٪     | رتبه | نتیجه  | منبع   |
| ---- | ----------------- | ------- | ----- | ---- | ------ | ------ |
| ۱۳۸۲ | مجلس شورای اسلامی | ۵۲۴٬۵۶۸ | ۲۶٫۶۰ | ۱۸اُم | پیروزی | [ ۱۰ ] |
| ۱۳۸۶ | مجلس شورای اسلامی | ۳۰٬۹۵۹  | ۱٫۷۷  | ۸۲اُم | شکست   | [ ۱۱ ] |
| ۱۳۹۰ | مجلس شورای اسلامی | ۷۰٬۰۶۴  | ۳٫۰   | ۶۶اُم | شکست   | [ ۱۲ ] |
| ۱۳۹۴ | مجلس شورای اسلامی | ۲۳٬۵۶۵  | ۰٫۷۲  | ۷۴اُم | شکست   | [ ۱۳ ] |

## زندگی‌نامه
حسین شیخ‌الاسلام (فارغ‌التحصیل کامپیوتر از دانشگاه کالیفرنیا، برکلی) فرزند محمدعلی (فارغ‌التحصیل مهندسی از بلژیک در حدود ۱۳۱۳ ه‍.ش) و از نوادگان شیخ الاسلام‌های اصفهان تا دوران صفوی بود. اجداد او شامل:
- علی اکبر شیخ‌الاسلام: از فعالان سیاسی و اجتماعی در جنبش مشروطه دراصفهان، رئیس بلدیه (شهرداری) اصفهان، نماینده اصفهان در دوره چهارم مجلس شورای ملی ونماینده اصفهان در مجلس مؤسسان نخست ایران.
- محمدباقر محقق سبزواری: از علما و فقهای شیعه در قرن یازدهم هجری، شیخ‌الاسلام و امام جمعه اصفهان در دوران صفوی و مؤلف بیش از چهل کتاب و رساله.[۱۴]

## درگذشت
حسین شیخ‌الاسلام در تاریخ ۱۵ اسفند ۱۳۹۸ به دلیل ابتلا به کروناویروس در بیمارستان مسیح دانشوری تهران درگذشت. جسد او روز بعد در بهشت زهرا دفن شد. مراسم یادبود وی نیز به‌صورت آنلاین و تنها با حضور سخنرانان در سازمان فرهنگی هنری شهرداری تهران برگزار شد. حزب‌الله لبنان-جنبش اَمل اسلامی لبنان، جنبش نجباءعراق، رئیس دفتر سیاسی حماس و دبیرکل جنبش جهاد اسلامی فلسطین در پیام‌هایی درگذشت حسین شیخ‌الاسلام را تسلیت گفتند.

## یادبود
- در ۳۰ اردیبهشت ۱۳۹۹ به منظور بزرگداشت حسین شیخ‌الاسلام، یکی از دو سالن اصلی گردهمایی‌ها و تجمعات وزارت امور خارجه، به دستور محمدجواد ظریف به نام حسین شیخ‌الاسلام نامگذاری شد.[۱۷]
- در اولین سالگرد درگذشت حسین شیخ‌الاسلام، اسفند ۱۳۹۹، مستند سه‌قسمتی جناب برادر به تهیه‌کنندگی مجموعه یاران و کارگردانی احمدرضا سروش انتشار یافت.[۱۸]